# Solveig Vitanza
Solveig Vitanza (* 10. Juli 1982) ist eine norwegische Politikerin der sozialdemokratischen Partei Arbeiderpartiet (Ap). Seit 2021 ist sie Abgeordnete im Storting.

## Leben
Vitanza stammt aus der Kommune Halden. Sie machte einen Masterabschluss an der Universität Oslo und arbeitete ab 2012 an der Hochschule Østfold. Im Jahr 2019 wurde sie Mitglied des Kommunalparlaments von Halden.
Bei der Parlamentswahl 2021 verpasste sie den direkten Einzug in das norwegische Nationalparlament, das Storting. Stattdessen wurde sie erste Vararepresentantin, also Ersatzabgeordnete, im Wahlkreis Østfold. Da ihr Parteikollege Jon-Ivar Nygård als Regierungsmitglied sein Mandat ruhen lassen muss, kommt sie seit Oktober 2021 zu einem ständigen Einsatz als Abgeordnete. Sie wurde Mitglied im Wirtschaftsausschuss.